# Annowo (Deksznie)
Annowo – przysiółek wsi Deksznie w Polsce, położona w województwie podlaskim, w powiecie suwalskim, w gminie Szypliszki. Leży na południe od centrum Dekszni.

## Historia
Dawniej odrębna wieś w gminie Sejwy w powiecie suwalskim. W 1827 roku miała 27 domów i 105 mieszkańców.
Od 1933 gromada w gminie Sejwy, po wojnie już wchodziło w skład gromady Adamowizna, od 1952 w gminie Puńsk. W latach 1954–1972 w gromadzie Kaletnik.
W latach 1975–1998 miejscowość administracyjnie należała do województwa suwalskiego.